# Soltau
Soltau − miasto w Niemczech, w kraju związkowym Dolna Saksonia, w powiecie Heidekreis. W 2008 r. miasto liczyło 21 831 mieszkańców.

## Dzielnice miasta
W skład miasta wchodzi 16 dzielnic:
| - Ahlften - Brock - Deimern z Timmerloh i Harmelingen - Dittmern z Friedrichseck i Hambostel - Harber - Hötzingen - Leitzingen - Marbostel | - Meinern - Mittelstendorf - Moide - Oeningen - Tetendorf - Wiedingen - Woltem - Wolterdingen |

## Kultura
W pobliżu Soltau znajduje się słynny park rozrywki Heide-Park oraz Soltau Therme

## Współpraca
- Coldwater, USA
- Laon, Francja
- Myślibórz, Polska
- Osterburg (Altmark), Saksonia-Anhalt
- Zielona Góra, Polska